# ایواتو ، آمبوسیترا
ایواتو (به لاتین: Ivato) یک منطقهٔ مسکونی در ماداگاسکار است که در Ambositra District واقع شده‌است.
 ایواتو  ۱۵٬۰۰۰ نفر جمعیت دارد و ۱٬۴۹۹ متر بالاتر از سطح دریا واقع شده‌است.